# Nils Larsen

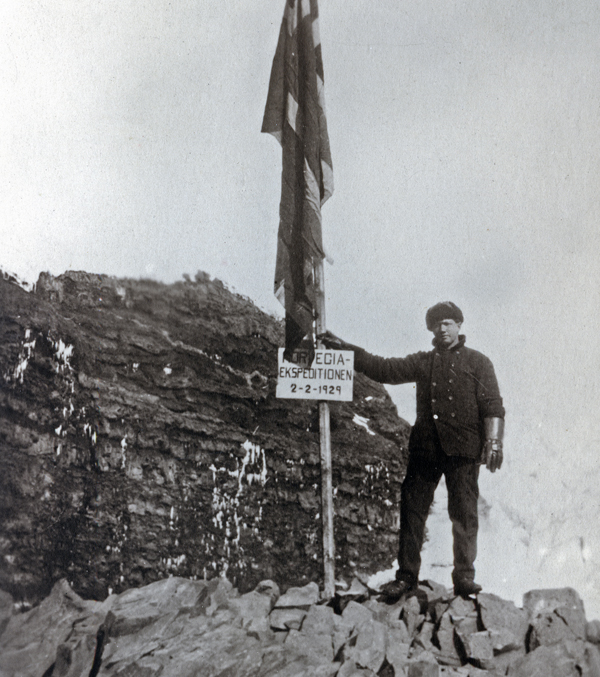
Nils Larsen na Ilha de Pedro I.

Nils Larsen (Sandar (hoje Sandefjord), 19 de junho de 1900 — Sandefjord, 26 de setembro de 1976) foi um capitão e baleeiro norueguês. Larsen liderou a primeira expedição Norvegia, que anexou a Ilha Bouvet à Noruega, e a segunda expedição Norvegia, primeira a desembarcar na Ilha de Pedro I, anexando também esta ilha à Noruega.